# انترفلادنیتس
انترفلادنیتس (به آلمانی: Unterfladnitz) یک منطقهٔ مسکونی در اتریش است که در وایتس واقع شده‌است. انترفلادنیتس ۱۵٫۸۳ کیلومتر مربع مساحت دارد ۴۰۶ متر بالاتر از سطح دریا واقع شده‌است.